# Fumiko Yamaji
Pour les articles homonymes, voir Yamaji.
Fumiko Yamaji (山路ふみ子, Yamaji Fumiko) est une actrice japonaise, née le 13 mars 1912 à Kobe et morte le 6 décembre 2004 à Tokyo d'un arrêt cardiaque.

## Biographie
Fumiko Yamaji rejoint la Teikoku Kinema Engei (ja) après avoir gagné un concours de beauté à Kobe en 1930. Elle apparaît pour la première fois sur les écrans dans Jidai no hankōji de Seika Shiba (ja), puis devient une des actrices principales de la Shinkō Kinema, société de production fondée en septembre 1931 à partir des restes des studios Teikoku Kinema Engei avec l'aide du capital de la Shōchiku.
Elle a tourné dans une centaine de films entre 1930 et 1942.
Une fondation culturelle porte son nom.

## Filmographie sélective
- 1930 : Jidai no hankōji (時代の反抗児?) de Seika Shiba (ja)
- 1930 : Taiyōji (太陽児?) de Junzō Sone (ja)
- 1930 : Kōbe kōshinkyoku (神戸行進曲?) de Hiroshi Innami (ja)
- 1931 : Kokoro no akatsuki (心の暁?) de Hiroshi Innami (ja)
- 1931 : Kokyō (故郷?) de Sotoji Kimura
- 1932 : Hototogisu (不如帰?) de Keigo Kimura
- 1932 : Itahachi jima (伊太八縞?) de Sadatsugu Matsuda

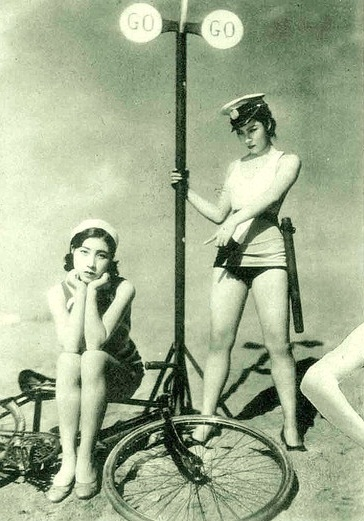
Tamako Katsura et Fumiko Yamaji.

- 1932 : Le Guerrier joueur de flûte (口笛を吹く武士, Kuchibue o fuku bushi?) de Sadao Yamanaka
- 1932 : Trentième exploit des mémoires du détective Umon : La Ceinture dénouée du bouddhisme (右門捕物帖 三十番手柄 帯解け仏法, Umon torimonochō : Sanjūban tegara : Obitoke buppō?) de Sadao Yamanaka
- 1933 : Nagadosu fukei (長脇差風景?) de Minoru Inuzuka
- 1933 : Sekai no senritsu kokubōhen: Nihon moshi kūshū o ukureba (世界の戦慄国防篇 日本若し空襲を受くれば?) de Shigeo Tanaka
- 1933 : Jōshū nananin arashi (上州七人嵐?) d'Eisuke Takizawa
- 1933 : Joseijin (女性陣?) de Fumindo Kurata
- 1933 : Koi no odoriko (恋の踊子?) de Yasuki Chiba
- 1933 : Tōkyō-sai (東京祭?) de Kiyohiko Ushihara
- 1933 : Boku no seishun (僕の青春?) de Yasuki Chiba
- 1934 : Hiren no honō (悲恋の炎?) de Yasuki Chiba
- 1934 : Haha nobishiyō (母の微笑?) de Kunio Watanabe : Takako Yoshida
- 1934 : Les 47 rōnin I et II (忠臣蔵 刃傷篇 復讐篇, Chūshingura: Ninjō-hen Fukushū-hen?) de Daisuke Itō : Fujio
- 1934 : San katei (三家庭?) de Hisatora Kumagai
- 1934 : Ame no Satarō bune (雨の佐太郎船?) de Tomiyasu Ikeda
- 1934 : Geisha sandaiki: Meiji hen (芸者三代記 明治篇?) de Yasuki Chiba
- 1934 : Onna ichidai (女一代?) de Kunio Watanabe
- 1935 : Watashi ga oyome ni itta nara (わたしがお嫁に行ったなら?) de Hisatora Kumagai
- 1935 : Sanrenka (三聯花?) de Shigeo Tanaka
- 1937 : L'Impasse de l'amour et de la haine (愛怨峡, Aien kyo?) de Kenji Mizoguchi : Fumi Murakami
- 1938 : Le Chant de la caserne (露営の歌, Roei no uta?) de Kenji Mizoguchi : Nobuko
- 1938 : Ah ! Le Pays natal (あゝ故郷, Aa kokyo?) de Kenji Mizoguchi : Omiyo
- 1939 : Hyōban gonin musmume (評判五人娘?) de Seiji Hisamatsu : Sakura
- 1939 : Kekkon mondō (結婚問答?) de Shigeo Tanaka : Yōko Kashimura
- 1939 : Haha (母?) de Shigeo Tanaka : Asako Ōkawa
- 1941 : La Vengeance des 47 rōnin (元禄忠臣蔵 前篇, Genroku chushingura?) de Kenji Mizoguchi : Okiyo
- 1975 : Kenji Mizoguchi ou la vie d'un artiste (ある映画監督の生涯 溝口健二の記録, Aru eiga-kantoku no shōgai Mizoguchi Kenji no kiroku?) de Kaneto Shindō (documentaire) : elle-même